# کالنبورن-شویرن
کالنبورن-شویرن (به آلمانی: Kalenborn-Scheuern) یک شهر در آلمان است که در فولکانایفل واقع شده‌است. کالنبورن-شویرن ۴۹۰ نفر جمعیت دارد.